# Kethuda-Moschee

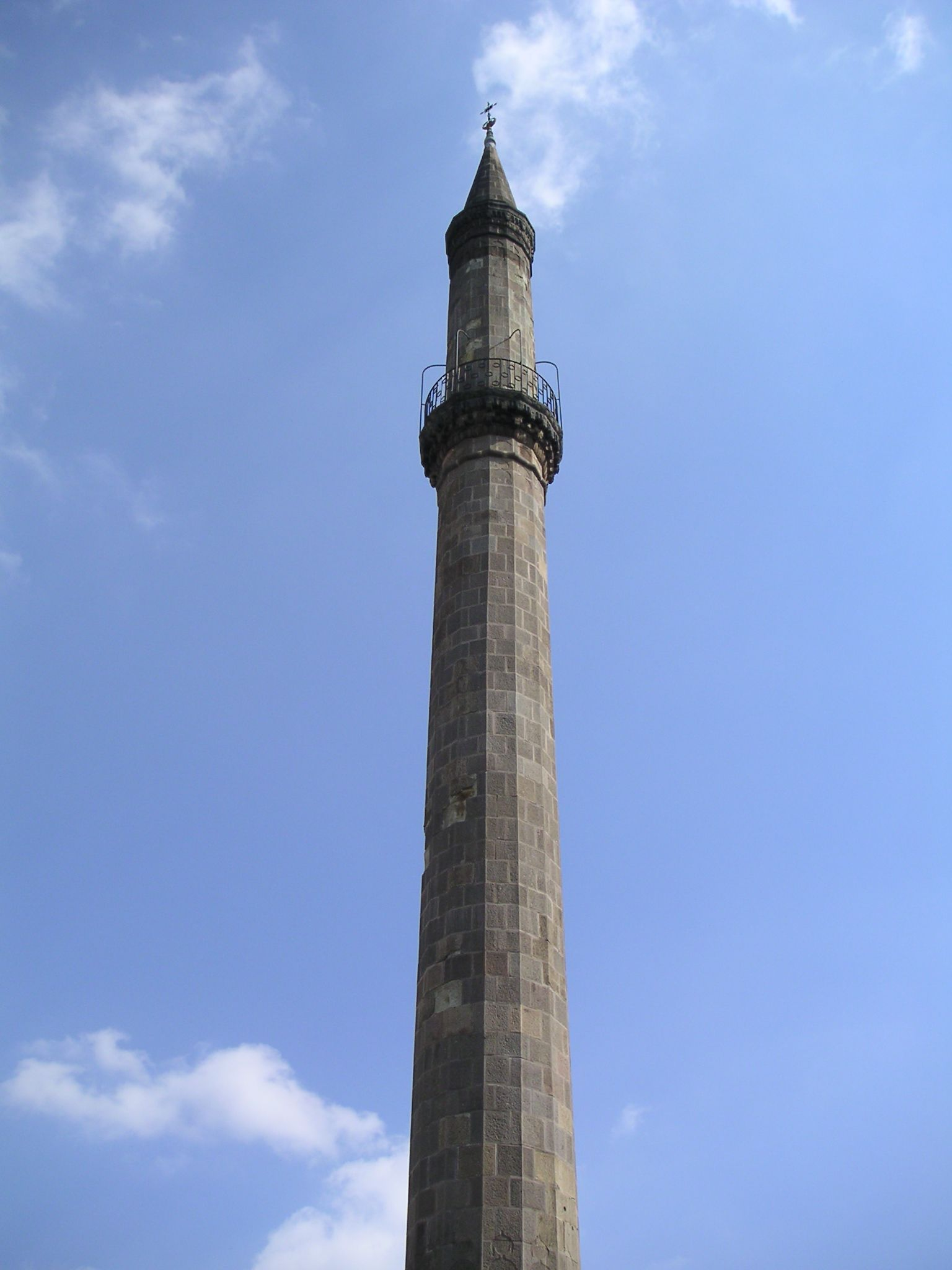
Minarett der Kethuda-Moschee

Die Kethuda-Moschee war eine Moschee im alten Ortskern von Eger (Ungarn). Von dieser Moschee ist heute das fast 40 m hohe Minarett erhalten, neben dem Minarett der Hamza-Bey-Moschee in Érd und dem Minarett von Pécs eines von heute nur drei in Ungarn. Das Minarett ist das nördlichste osmanische Bauwerk in Europa.

## Geschichte
Die Moschee wurde im 17. Jahrhundert gleich nach der Eroberung der Stadt durch die Türken im Jahre 1624 durch Arnaut Pascha errichtet. Nach der Rückeroberung der Stadt durch Karl von Lothringen wurde sie zunächst als Kirche genutzt, schließlich im 19. Jahrhundert abgerissen.

## Tourismus
Das Minarett ist heute Wahrzeichen von Eger, es kann über eine enge Wendeltreppe mit 97 Stufen bis zum Balkon in 26 Metern Höhe bestiegen werden.